# 79353 Andrewalday
79353 Andrewalday este un asteroid din centura principală de asteroizi.

## Descriere
79353 Andrewalday este un asteroid din centura principală de asteroizi. A fost descoperit pe 13 ianuarie 1997 la Haleakala în cadrul programului NEAT. Asteroidul prezintă o orbită caracterizată de o semiaxă mare de 2,29 ua, o excentricitate de 0,07 și o înclinație de 6,4° în raport cu ecliptica.